# River Hills USTA Pro Circuit $25,000 Women's Challenger 2011
Il River Hills USTA Pro Circuit $25,000 Women's Challenger 2011 è stato un torneo di tennis facente parte della categoria ITF Women's Circuit nell'ambito dell'ITF Women's Circuit 2011. Il torneo si è giocato a Jackson negli USA dal 4 al 10 aprile 2011 su campi in terra rossa e aveva un montepremi di $25 000.

## Vincitrici

### Singolare
Marina Eraković ha battuto in finale  Ajla Tomljanović con il punteggio di 6–1, 6–2

### Doppio
Sharon Fichman /  Marie-Ève Pelletier hanno battuto in finale  Eva Hrdinová /   Nathalie Piquion con il punteggio di 7–6(1), 7–6(3)